# Maddalena (film, 1971)
Pour les articles homonymes, voir Maddalena (homonymie).
Pour plus de détails, voir Fiche technique et Distribution.
Maddalena est un film italien réalisé par Jerzy Kawalerowicz, sorti en 1971.
Film n'ayant pas trouvé son public, c'est pour lui qu'a été composé le célèbre morceau musical Chi Mai, par Ennio Morricone. Ce thème connut un très grand succès en étant repris dans le film Le Professionnel, avec Jean-Paul Belmondo, dix ans plus tard.

## Synopsis
Une femme doute de trouver le véritable amour dans une relation stable et sécurisée. Un prêtre doute de sa capacité à faire face au célibat. Lorsque  la femme décide que le prêtre est l'homme de sa vie, la tension érotique et le questionnement sur la foi s’installent entre eux.

## Fiche technique
- Titre français : Maddalena
- Réalisation et scénario : Jerzy Kawalerowicz
- Photographie : Gábor Pogány
- Montage : Franco Arcalli
- Musique : Ennio Morricone - Chi Mai
- Pays d'origine : Italie
- Format : Couleurs - 35 mm - Mono
- Genre : drame
- Durée : 116 minutes
- Date de sortie : 1971

## Distribution

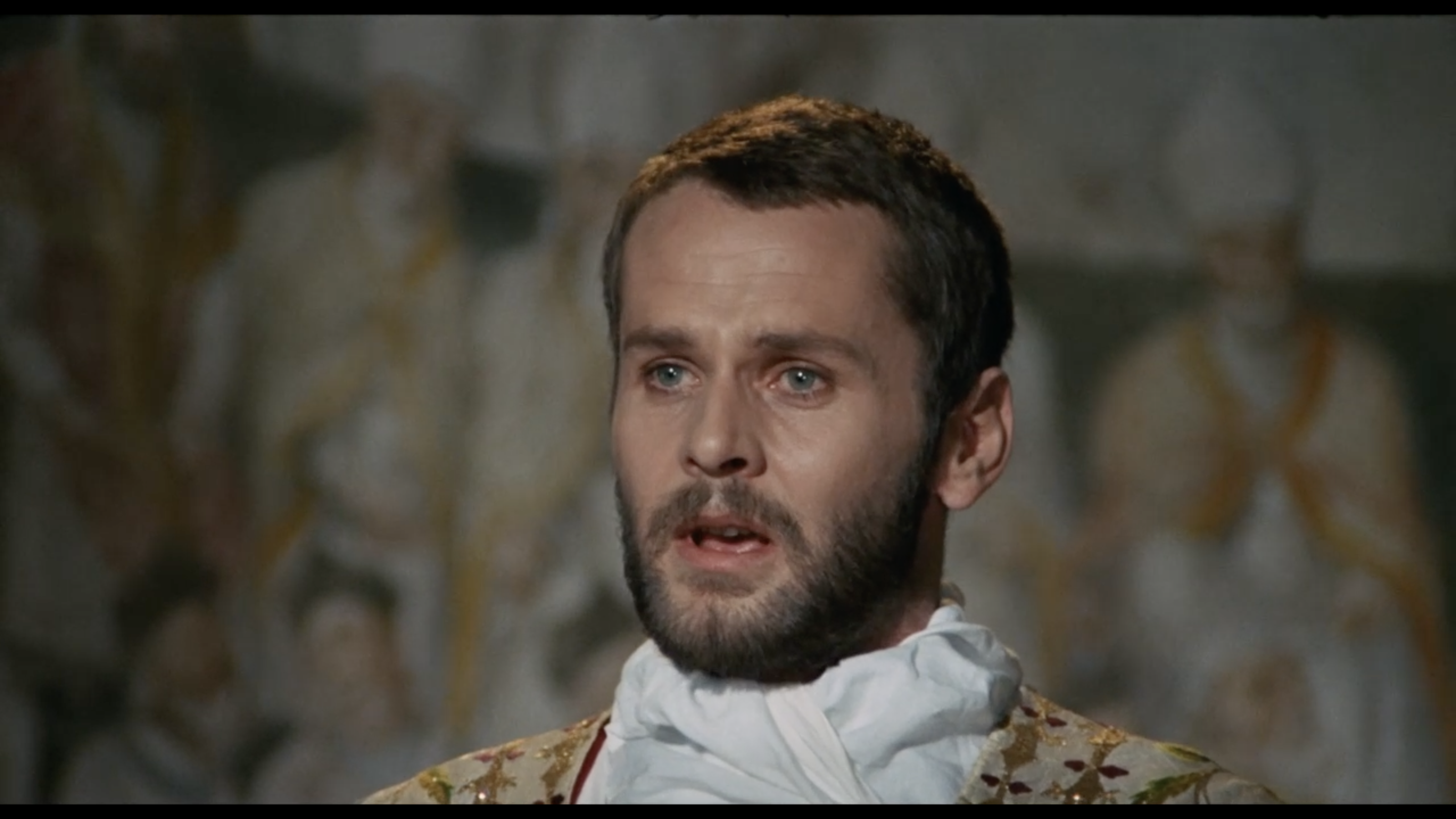
Eric Woofe dans une scène du film.

- Lisa Gastoni : Maddalena
- Eric Woofe : le prêtre
- Ivo Garrani : le mari
- Paolo Gozlino
- Barbara Pilavin
- Ezio Marano